# Simulation des procédés

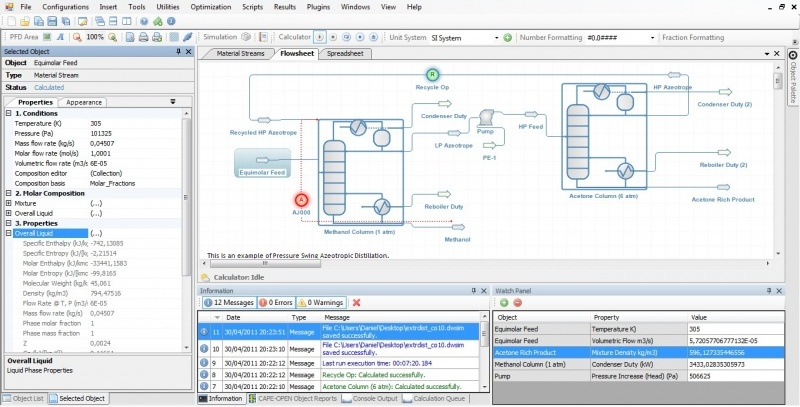
Capture d'écran d'un logiciel de simulation des procédés (DWSIM)

La simulation des procédés est un outil utilisé pour la conception, le développement et l'optimisation des procédés industriels tels que les procédés des usines chimiques, les systèmes environnementaux, les opérations de fabrication complexes et d'autres procédés techniques similaires. Les simulateurs de procédés sont les outils de base des techniciens et des ingénieurs de procédés, car ils permettent d’établir, de manière efficace et rigoureuse, les bilans matière et énergie des procédés.

## Principe de base
La simulation des procédés est une représentation d'un processus chimique par un modèle mathématique, qui est ensuite résolu pour obtenir des informations sur les performances du procédé. Le logiciel de simulation des procédés décrit les processus à travers des diagrammes de flux dans lesquels les opérations unitaires sont positionnées et connectées par des flux de produits.
L'objectif de la simulation des procédés est de prédire comment un procédé défini se comporterait réellement dans un ensemble donné de conditions de fonctionnement, et ainsi de trouver les conditions optimales pour un procédé examiné. Il s’agit essentiellement d’un problème d’optimisation qui doit être résolu par un processus itératif. La conception des procédés en utilisant les logiciels de simulation permet, entre autres, d'accroître l'efficacité des usines et de réduire leur impact environnemental,.

## Modélisation

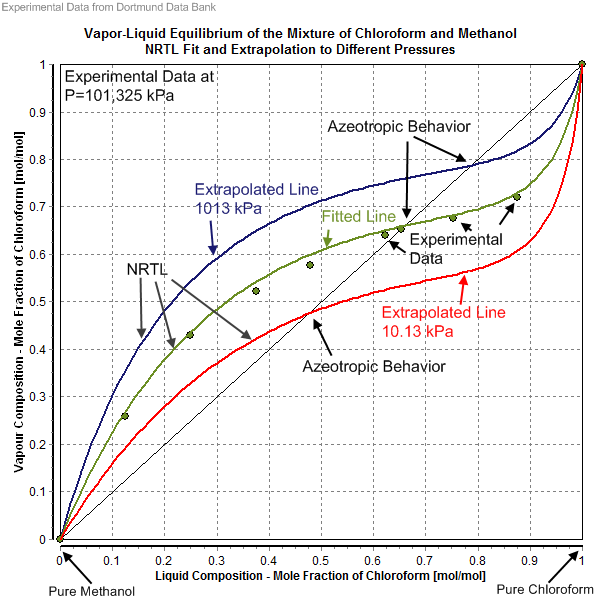
Régression des données d'équilibre liquide-vapeur du mélange chloroforme-méthanol par le modèle NRTL

Les modèles thermodynamiques décrivent le comportement de systèmes matériels choisis à partir des bases de données. Une des principales finalités de ces modèles est d'être employés dans la simulation de procédés au sein de modèles d'opérations unitaires qui font appel aux modèles d'équilibre entre phases. Toutes ces équations forment des systèmes d'équations non linéaires algébriques qui sont résolus par des méthodes numériques.
Le développement de modèles qui permettraient une meilleure représentation des procédés réels est au cœur du développement à venir des logiciels de simulation. Il se fait du côté du génie chimique, mais aussi des systèmes de contrôle pour l'amélioration des techniques de simulation mathématique. De nombreux efforts sont déployés aussi bien pour développer de nouveaux modèles thermodynamiques que pour améliorer les modèles existants pour le calcul des propriétés. Cela inclut par exemple la description de :
- propriétés thermophysiques telles que pressions de vapeur, viscosités, données calorifiques, etc. des corps purs et des mélanges ;
- paramètres de fonctionnement des différents appareils tels que les réacteurs, les colonnes de distillation, les pompes, etc. ;
- réactions chimiques et cinétiques ;
- données relatives à l'environnement et à la sécurité.